# Cerra
David Cerrajería Rubio, noto solo come Cerra (Valencia, 4 giugno 1983), è un ex calciatore spagnolo, di ruolo difensore.

## Carriera

### Club
Durante la sua carriera ha giocato con Alicante, Valencia B, Valencia, Ejido e Levante.